# Ghungru
Ghungru (Hindi घुँघरू ghuṅgrū, Urdu گھنگرو), englische Umschrift ghungroo, auch ghunghroo, ghunghuru, ghungar, ghungur, ghughrā, ghungura, Tamil salangai (Schellen), silambu (Fußringe), Kannada gejje, Telugu gejja, gejjai, Malayalam chilanka, aankukal und weitere, ist eine mit Schellen besetzte Schnur oder ein Band, das in Südasien bei Tänzen meist an den Knöcheln (als Fußkettchen), gelegentlich an anderen Körperteilen getragen wird. Die Schellen sind üblicherweise auf eine Schnur geflochten, die um Knöchel oder Arme geschlungen wird. Ein zweiter Typ von ghungru sind mit Rasselkörpern gefüllte Metallreifen, die ebenfalls an Armen und Beinen getragen werden. Alle Varianten gehören zu den Gefäßrasseln und dienen dazu, die Tanzbewegungen bei Volkstänzen und klassischen indischen Tänzen durch ein rhythmisches Geräusch zu akzentuieren. Von professionellen Tänzerinnen und Tänzern werden die Fußschellen religiös verehrt und das erste Anlegen der Fußschellen gehört in Indien zur Initiationszeremonie bei der professionellen Tanzausbildung.

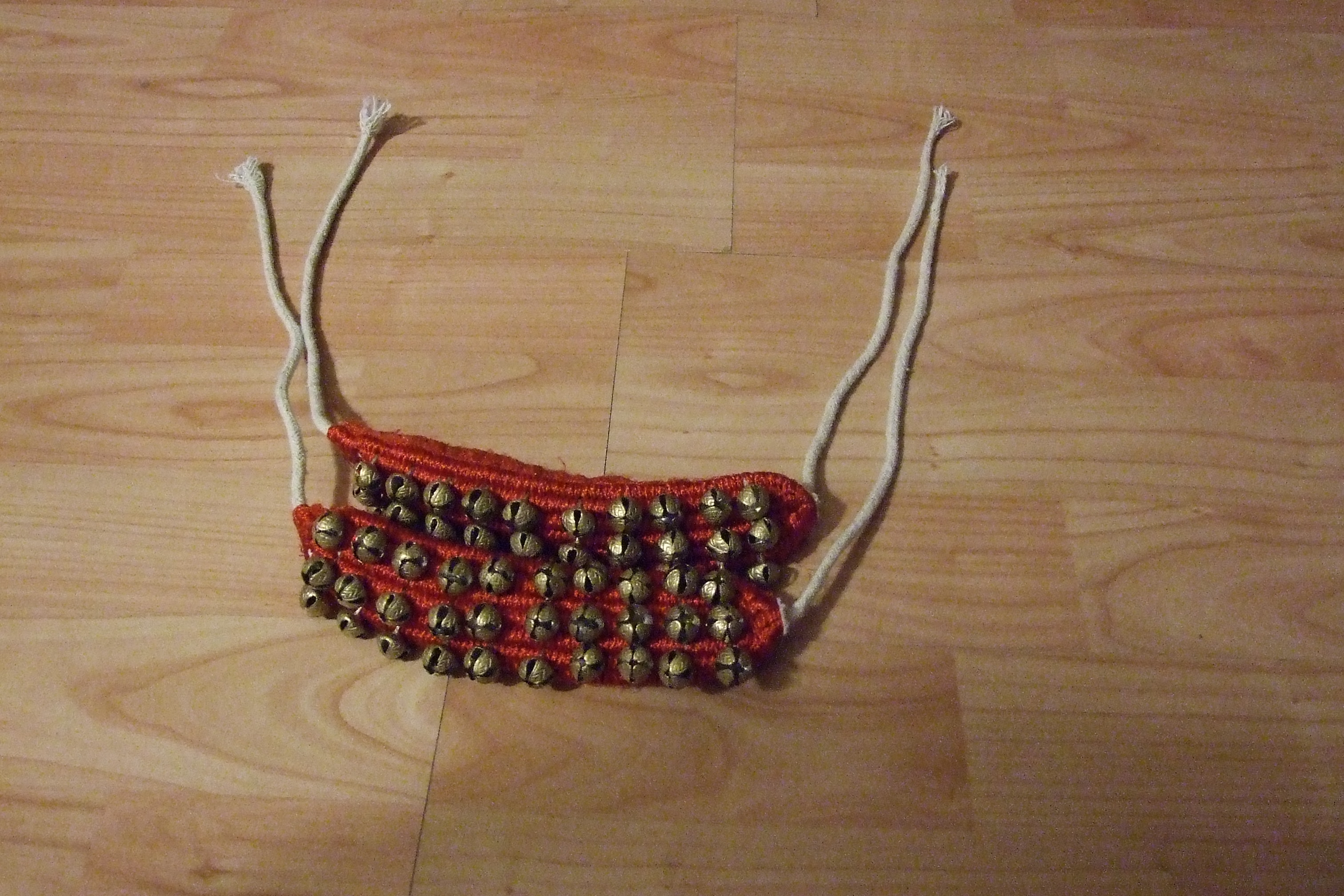
Zwei Fußschellen ghungru mit jeweils 30 auf einer Baumwollkordel festgebundenen Schellen

## Herkunft

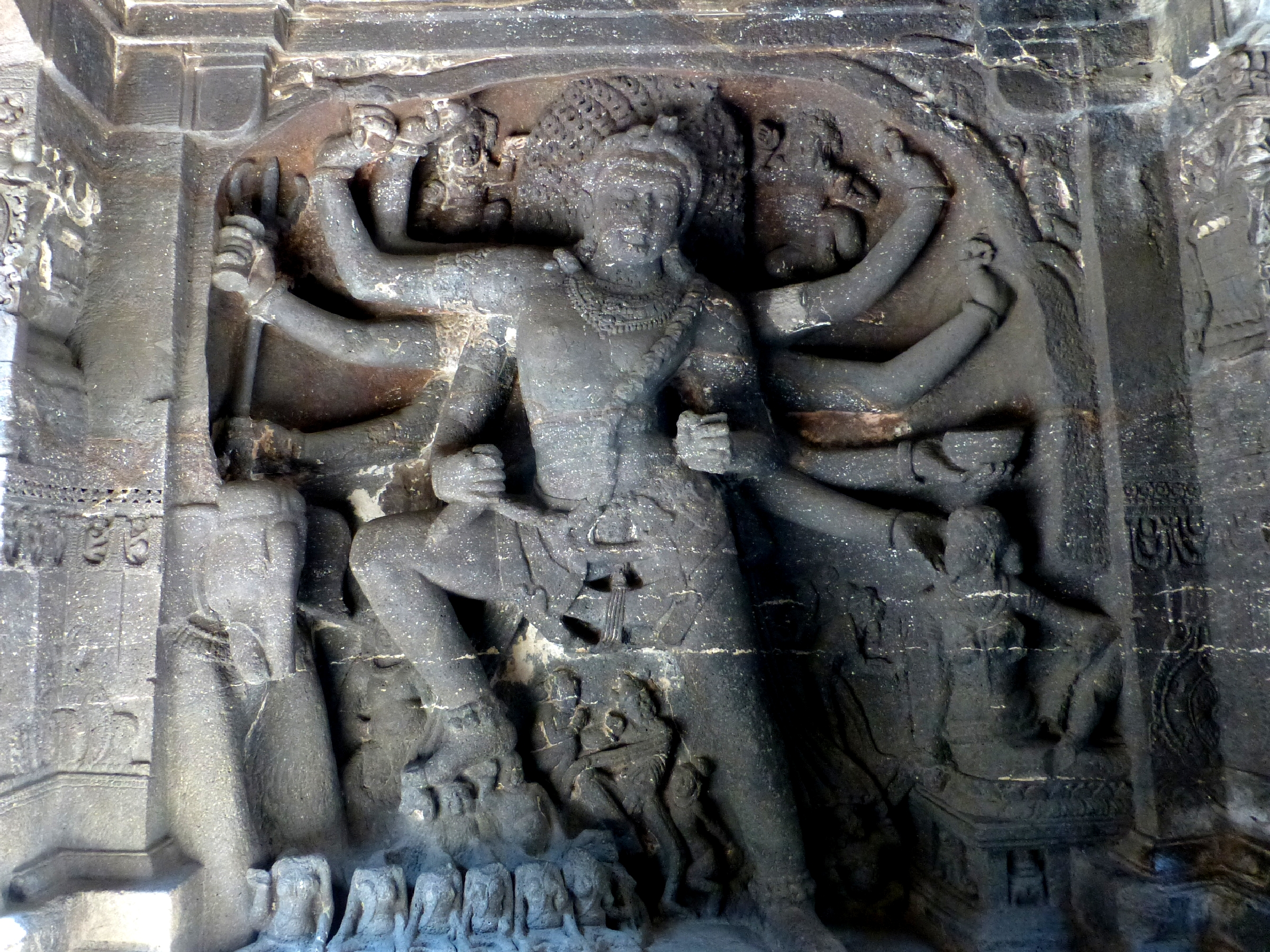
Felsrelief des tanzenden Shiva als Weltenschöpfer Nataraja im Kailasa-Tempel von Ellora, 8. Jahrhundert. Mit Fußschellen an den Knöcheln tritt er mit dem rechten Fuß auf den zwergenhaften Dämon Apasmara.

Der indische Tanz und seine kulturelle Bedeutung basieren auf einer bis in die altindische Zeit zurückreichenden Tradition. Sanskrit natya umfasst die Tanzkunst, die Schauspielkunst, Musik und das gesamte Umfeld des Theaterwesens. Diese Festlegung trifft die vom halbmythischen Gelehrten Bharata Muni verfasste Abhandlung Natyashastra, die in das 2. Jahrhundert v. Chr. bis 2. Jahrhundert n. Chr. datiert wird. Darin sind genaue Anweisungen zur Vorbereitung und Durchführung von Tanzdarbietungen bis hin zu Tanzschritten enthalten.
Der Tanz hat nach altindischer Vorstellung einen göttlichen Ursprung. Aus dem kosmischen Tanz (tandava) des Gottes Shiva in seiner Erscheinungsform als Nataraja („König des Tanzes“) entstand nach indischer Kosmogonie die Welt. Shiva bewegt sich mit wilden Schritten, während er in einer Hand die damaru dreht, eine kleine Klappertrommel, die ein prasselndes Geräusch erzeugt. Neben den von Shivas Füßen ausgehenden Vibrationen und dem Rhythmus beinhalten auch die Schwingungen der Melodie (nada, „Klang, Laut, Ton“) eine schöpferische Kraft. Das Wesen des Tanzes ist sein emotionaler Gehalt (rasa), der nicht ohne die genaue Beachtung der festgelegten Körperbewegungen zum Ausdruck kommen kann. So ist der tandava ein besonders wilder und leidenschaftlicher Tanz, der dem Wesen Shivas entsprechend Schöpfung und zugleich Zerstörung symbolisiert.
Aus der Indus-Kultur sind um 2000 v. Chr. entstandene Bronzestatuetten von Tänzerinnen und Tänzern erhalten, ebenso kugelförmige Gefäßrasseln aus gebranntem Ton. Zahlreiche Tonrasseln mit Tonkügelchen im Innern aus Mohenjo-Daro und Harappa verweisen auf ihre damals große Verbreitung. Bei einigen Exemplaren ist die Schale durchlöchert, damit sie lauter erklangen. Kugelförmige Rasseln aus Chanhu Daro haben typischerweise einen Durchmesser von 4 Zentimetern (bei Durchmessern zwischen etwa 2 und 6 Zentimetern), einige waren mit roten Linien bemalt. Abgesehen von diesen Kinderrasseln aus Ton waren in der Hand gehaltene Rasseln in altindischer Zeit selten. Darstellungen von Rasselgürteln finden sich ab der Zeit der Shunga-Dynastie (2./1. Jahrhundert v. Chr.), aus der Zeit des Gupta-Reichs (3. bis 6. Jahrhundert) und aus späteren Epochen.
Auf einem Relief an einem Pfeiler der Stupa-Umzäunung (vedika) von Amaravati aus dem 2. Jahrhundert n. Chr. sind in einer seltenen Darstellung drei Yakshas abgebildet, von denen der mittlere in jeder Hand zwei Gefäßrasseln an langen Stielen hochhält. Eine weitere Rassel dieses Typs aus dem 1./2. Jahrhundert n. Chr. ist auf einem Pfeilerrelief eines Jain-Stupas von Mathura zu erkennen. Eine Frau übergibt eine kugelförmige Rassel von etwa 5 Zentimetern Durchmesser mit einem Handgriff an ein Kind, das die Hand danach ausstreckt. Eine im Original teilweise erhaltene Tonrassel aus Saunkh im Distrikt Mathura, die in das 1. Jahrhundert n. Chr. datiert wird, besitzt auf beiden Seiten Reliefs – auf einer Seite mit geometrischen Mustern, auf der anderen mit plastisch hervortretenden Figuren, die Akrobaten darstellen – und hat einen Durchmesser von gut 10 Zentimetern.

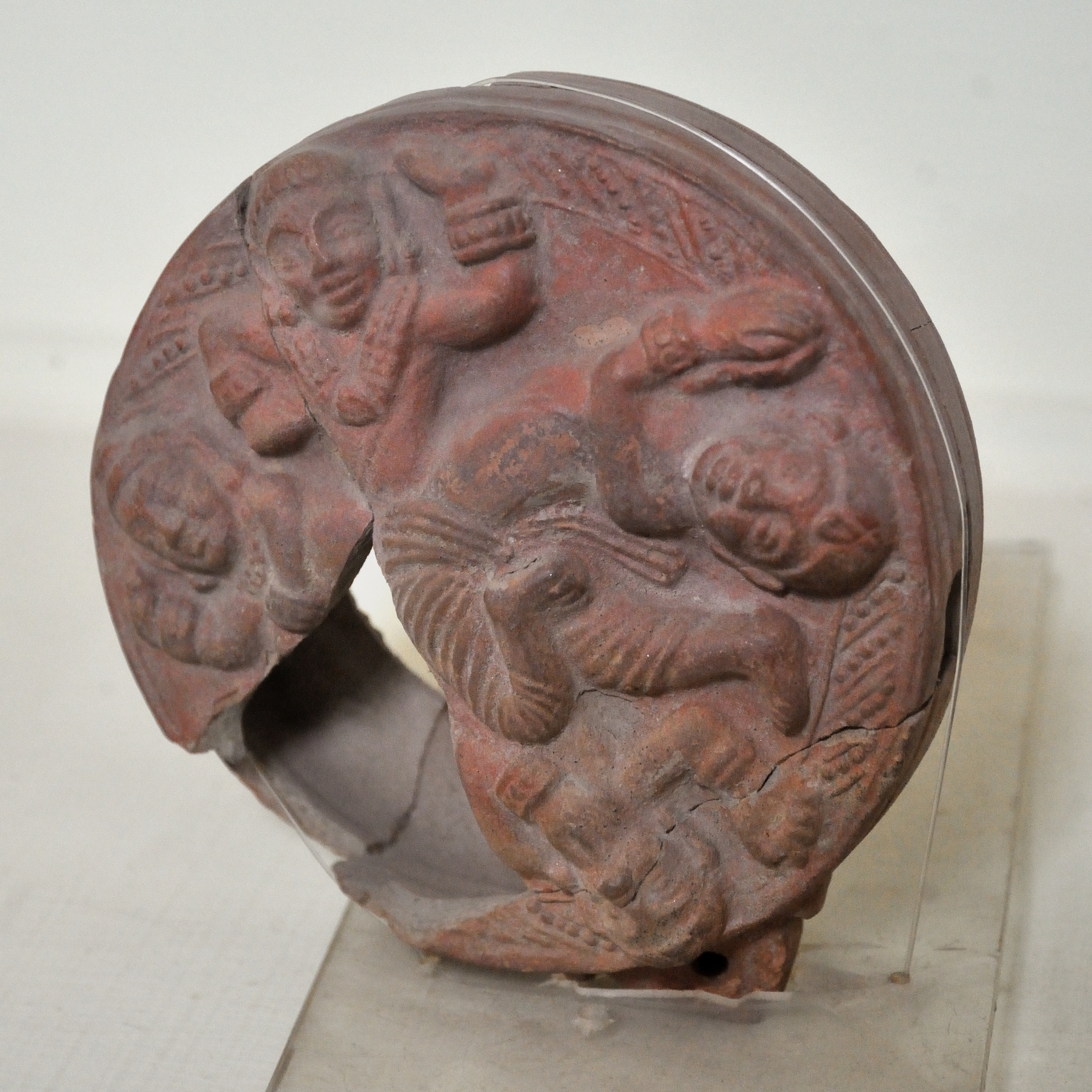
Tongefäßrassel aus Saunkh, Mathura, 1. Jahrhundert n. Chr. Die Relieffiguren sind Akrobaten, die Rasselbänder um Hals und Handgelenke tragen.

Häufiger erscheinen ab dem 2. Jahrhundert v. Chr. auf Steinreliefs an buddhistischen Stupas Musikerinnen zusammen mit Tänzerinnen in voller Bewegung. Bei den Tänzerinnen bilden Fußkettchen mit Schellen das charakteristische Merkmal. Aus etlichen Quellen geht hervor, dass in altindischer Zeit Könige und andere bedeutende Persönlichkeiten zu ihrer Unterhaltung von musizierenden und tanzenden Frauen umgeben waren, auch die von ihnen gespielten Musikinstrumente werden erwähnt, darunter vina (Bogenharfe, später Langhalslaute), venu (Flöte), nakula (Stabzither wie die jantar), vallaki (Bogenharfe wie die yazh) und panava (Sanduhrtrommel). Im Epos Ramayana wird geschildert, wie in allen Räumen des Palastes die Instrumentalmusik der Frauen, ihr Gesang und das Klirren ihrer Rasseln zu hören waren. Die Unterhaltung der höfischen Gesellschaft dauerte auf diese Weise bis zum Morgengrauen, als die Kurtisanen an Ort und Stelle eingeschlafen waren. Eine solche Szene mit über ihren Musikinstrumenten eingeschlafenen Frauen ist auf einem Relief aus Nagarjunakonda (heute im Nagarjuna-Sagar-Stausee) aus dem 2. Jahrhundert n. Chr. dargestellt. Das Mahabharata erzählt ebenfalls von den schönen Frauen des Königs, die mit ihren edlen Gewändern, ihrem kostbaren Schmuck aus goldenen Armreifen und um den Hals gehängten Girlanden sangen und tanzten.
Körperschmuck hat in Indien eine bis in die altindische Zeit zurückreichende Tradition und ist ein wesentlicher Bestandteil der indischen Kultur. Auf allen figürlichen Reliefs aus Nagarjunakonda tragen die Tänzerinnen Fußkettchen, manche nur ein Kettchen an den Knöcheln, andere haben zwei oder drei Kettchen und zusätzlich Perlenschnüre umgebunden. Die einfachste Form klingender Schellen waren den Darstellungen zufolge Metallröhren, die ringförmig um den Knöchel herumgebogen und mit Rasselkörpern gefüllt waren (Fußringe). Die Frauen trugen einen oder manchmal zwei solcher Ringe um jeden Knöchel. Eine Frau auf einem Relief aus Nagarjunakonda hat drei offenbar schwere Ketten, die unterschiedlich geformt sind, an jedem Knöchel umgebunden. Die untere erinnert an ein gedrehntes Seil, die mittlere an einen geflochtenen Haarzopf und die obere könnte aus Metallringen, die auf eine Schnur gereiht sind, bestanden haben. Andere Frauen werden mit einem Ring am Knöchel dargestellt, an welchem ringsum kleine bewegliche Metallösen oder andere ovale Gegenstände angebracht sind (Stabrasseln). Dieser Typus ähnelt den heutigen Fußrasseln mit einer Reihe von Schellen (Gefäßrasseln, Sanskrit und Hindi kinkini).
Einen besonders schön gestalteten Fußschmuck zieren die Knöchel einer weiblichen Skulptur aus Mathura, von der nur die untere Hälfte erhalten ist. Die von links nach rechts schreitend auf einem Sockel positionierte Figur, die als Göttin Gauri (ein Beiname der Parvati) interpretiert wird, trägt außerdem eine Halskette, die bis zu den Oberschenkeln herabhängt und ein häufiges Schmuckmotiv in der indischen Kunst darstellt. Ein Relief in der Höhle Nr. 1 (Ranigumpha) von Udayagiri und Khandagiri im ostindischen Bundesstaat Odisha stellt eine Tanzszene dar, bei der die Tänzerin in einer eleganten Körperposition (mudra), mit großen Augen und einem verzückten Lächeln, behängt mit Halsschmuck, Armreifen und Fußkettchen die Bedeutung der musikalischen Komposition zum Ausdruck bringt. Begleitet wird sie von vier Musikerinnen, die Flöte, Bogenharfe und zwei Trommeln spielen. In der zu jener Zeit (im 1. Jahrhundert v. Chr.) verfassten Hathigumpha-Inschrift werden die Darbietungen – Gesang, Instrumentalmusik, Tanz und akrobatische Vorführungen – bei Festen in der Hauptstadt des Königs Kharavela beschrieben.
Im Abhinaya Darpana („Gebärdenspiegel“) des Theaterexperten Nandikeshvara aus der Mitte des 1. Jahrtausends v. Chr. heißt es zum Rasselschmuck:

„Die Tänzerin muß an jedem ihrer Fußgelenke ein- oder zweihundert Glöckchen [Schellen] in fingerbreitem Abstand mit einem blauen Band festbinden. Die Glöckchen sind aus Bronze, sie sollen einen angenehmen Klang und eine hübsche Form haben. Die Gottheiten dieser Glöckchen sind die Sterne.“

 Welche ästhetische Bedeutung den Fußschellen der Tänzerinnen zukommt, geht aus dem Sanskrit-Drama Mricchakatika („Das Tonwägelchen“) hervor, das dem Dramatiker und König Shudraka zugeschrieben wird, der zu Beginn des 1. Jahrtausends (2./3. Jahrhundert?) gelebt haben soll. Darin wird die schöne Kurtisane Vasantasena wegen ihres betörenden Dufts und des angenehmen Klingelns ihres Rasselschmucks gerühmt.
In Südindien gilt das Silappadigaram (Tamil, „Die Erzählung einer Fußschelle“) als das erste der „fünf großen tamilischen Epen“, die nach der Sangam-Literatur um die Mitte des 1. Jahrtausends entstanden. Es wird dem Mönch und Dichter Ilango Adigal zugeschrieben. Erzählt wird die Liebesgeschichte eines jungen Ehepaares. Der Mann lernt die schöne und gebildete Kurtisane Madhavi kennen, in die er sich verliebt und seine Frau verlässt. Die tragischen Ereignisse werden durch ein mit Juwelen besetztes Fußkettchen ausgelöst, von dem der König fälschlich glaubt, der Mann habe es ihm gestohlen, worauf er ihn deswegen töten lässt. Jahrhunderte später werden aus den Kurtisanen die Tempeldienerinnen (Devadasi), die mit edlem Schmuck behängt sind und über magische Fähigkeiten verfügen sollen.
Die höfische Musikkultur im Mogulreich behielt mit typischen Instrumenten wie dem Kesseltrommelpaar nagārā und der Langtrompete nafir die arabisch-persische Tradition bei, integrierte aber zugleich in ihre Aufführungspraxis die Begleitinstrumente indischer Tänze, darunter ghungru, jalra (Zimbelpaar), mridangam (Doppelkonustrommel), vina (Langhalslaute), bansuri (Bambusflöte), awaj (kleine Sanduhrtrommel) und tanpura (Langhalslaute). Sie finden sich zahlreich in den höfischen Szenen der Mogulmalerei.

## Wortumfeld

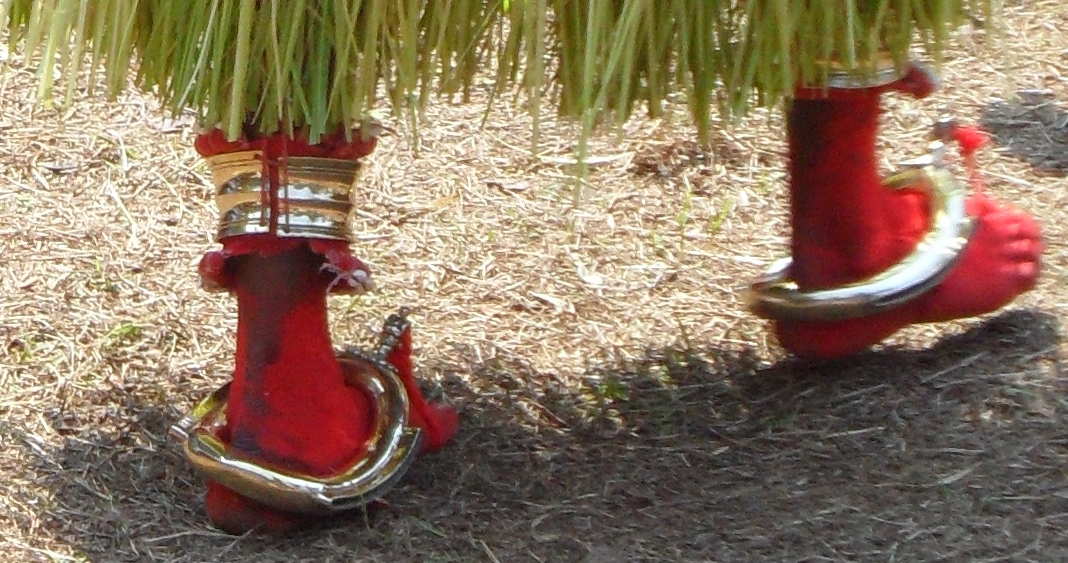
Schwere, mit Rasselkörpern gefüllte Fußringe, Malayalam chilambu, an den Füßen eines Teyyam-Tänzers in Kerala

Aus der altindischen Zeit sind die Bezeichnungen für verschiedene Formen von Schmuck überliefert. Im Rigveda, dem ältesten Teil der Veden (Mitte 2. bis Mitte 1. Jahrtausend v. Chr.), steht Sanskrit khadi für „Ring“, woraus später kataka für „Fußring“ wurde, was auch auf die genauere Bedeutung des älteren Wortes verweist.
In dieser älteren vedischen Literatur findet sich auch der Ausdruck aghata (etwa „Perkussion“), der mit han („schlagen“) und ghatt (etwa „Reibung“) in Verbindung steht. Im Rigveda heißt es in Hymnus 10,146. An Aranyani, der Klang der aghata der sich nähernden Waldgöttin Aranyani gleiche dem Zirpen der Zikaden. Wahrscheinlicher als Zimbeln könnten damit ähnliche Schellen gemeint gewesen sein, wie sie heute indische Tänzerinnen tragen. Damals waren es möglicherweise Gefäßrasseln aus Fruchtschalen. Im Atharvaveda werden die Wörter aghata und karkari (vielleicht ein Erdbogen oder ein Kalebassenmusikbogen) gemeinsam im Zusammenhang mit den Wassergöttinnen erwähnt.
Sanskrit nūpura bedeutet allgemein „Fußschmuck, Fußring, Fußkettchen“ (mit und ohne klingenden Schellen), entsprechend im mittelindischen Prakrit neura, niura, heute in Hindi nūpur. Wenn im Mahabharata die Schönheit und ewige Jugend der Apsaras, der weiblichen halbgöttlichen Wesen, die in den himmlischen Palästen der Götter residieren, gerühmt wird, dann ist auch von ihren Tanzkünsten, die sie zur Musik der himmlischen Gandharvas vorführen, und den Schellen, die sie an Armen und Beinen tragen, die Rede. Im Mahabharata heißen die Fußkettchen nupura oder kinkini. Letzteres Wort stand vermutlich, wie noch heute, für die Bänder mit klingenden Schellen.
Die große Vielfalt an Schmuckstücken von der altindischen Herrscherklasse bis zu den heutigen regionalen Formen breiter Bevölkerungsschichten hat neben dem Aspekt der Schönheit auch eine religiöse Bedeutung (Götterdarstellungen, Amulett) und eine soziale Funktion (Statussymbol, Geldanlage für die Frau). Besondere altindische Schmuckformen sind heute noch regional verbreitet, etwa Torques heute als hansali in Rajasthan oder Siegelringe mit breiten Einfassungen als Fingerringe angusthana in Maharashtra. Um die Taille gelegte Schmuckbänder hießen unter anderem ghungru, jorkamar, jajeria, zarkamar (ein breiter goldener Gürtel) und karmasal (Hüftgürtel). In Sanskrit-Texten bedeutet tulakoti schwere Fußringe mit dicken Enden, wie sie an den Stupa-Reliefs und später in den Wandmalereien von Ajanta (Mitte 1. Jahrtausend) erscheinen. In Maharashtra heißen sie heute auf Marathi polhara. All diese Schmuckformen lassen sich mit dem Sanskrit-Wort bhushana („Ornamentqualität“, vom Verb bhush, „dekorieren, ausschmücken“) zusammenfassen. In seinem Gedicht Meghaduta erklärt Kalidasa (4./5. Jahrhundert), der wunscherfüllende Baum Kalpavriksha sei in der Lage, die himmlischen Damen mit allen erforderlichen Ausschmückungen (in den Haaren, Körperschmuck, Kleidung und Kosmetik) auszustatten.
In mittelalterlichen Sanskrittexten hießen die Schellen ghargharika, wovon ghungru abgeleitet sein könnte. So oder ähnlich ist der in Nordindien am weitesten verbreitete lautmalerische Name für Schellen, gejjai in Südindien. Regionalsprachliche Bezeichnungen für unterschiedliche indische Fußrasseln sind rāmjhol und bhaironjī-ke-ghunghrū in Rajasthan, painjani in Uttar Pradesh (painjan auch für silberne Schmuckkettchen in Nordindien) und sokokandu in Jharkhand. Des Weiteren sind in Nordindien noch alte Sanskrit-Namen wie nupura, manjīra, kinkim, ghanti (eigentlich eine Handglocke, von Sanskrit ghanta) und ksudraghantika in teilweise geänderter Bedeutung gebräuchlich. Die hohlen, mit Rasselkörpern gefüllten Metallringe heißen unter anderem im Norden in Hindi nupur und in Tamil im Süden silambu.
In den südindischen Sprachen werden die klingenden Fußschellen auf Kannada gejje (in Karnataka), Telugu gejja, gejjai, gejjalu (in Andhra Pradesh), Tamil salangai (in Tamil Nadu), Malayalam chilanka, aankukal (in Kerala), muyang bei den Gond (in Madhya Pradesh) oder kinkini genannt.

## Verwendung

### Fußschellen

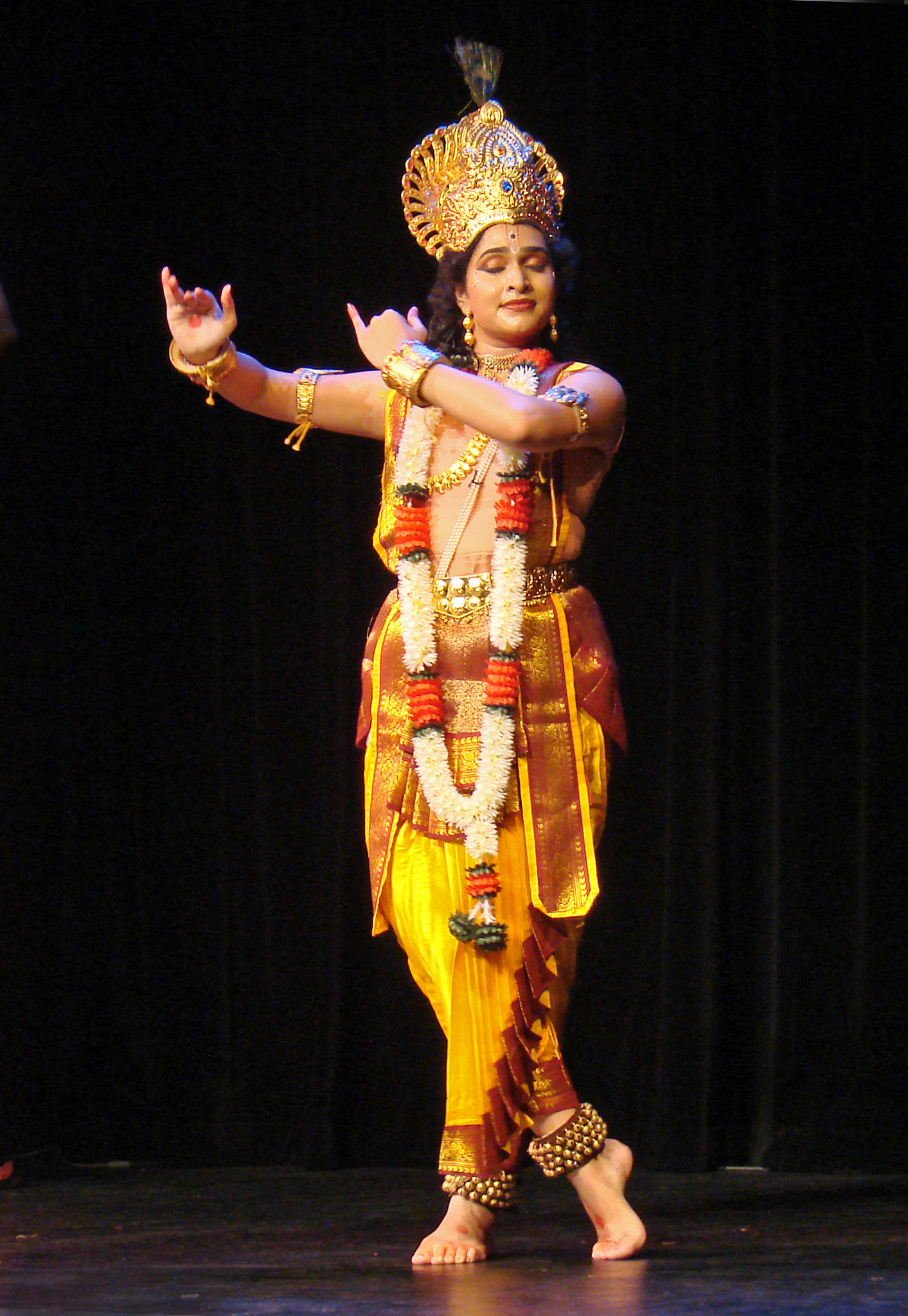
Kuchipudi-Tänzerin mit ghungru

Die Fußschellen werden in Indien und Pakistan bei klassischen indischen Tänzen, bei Volkstänzen und in Indien bei religiösen Tänzen verwendet. Professionelle Tänzer schätzen Fußschellen als wesentliches Element ihrer Tanzkunst. In Tamil Nadu tragen manche Mädchen und junge Frauen klingende Fußschellen auch im Alltag. Klassische Tänze, bei denen Fußschellen zur rhythmischen Akzentuierung getragen werden, sind Bharatanatyam, Kathak, Kuchipudi, Mohiniyattam und Odissi, zu den nichtklassischen Bühnentänzen mit Fußschellen gehört der Lavani von Maharashtra.
Die Schellen werden aus Glockenbronze, Messing oder anderen Metalllegierungen hergestellt und mit Eisenkügelchen gefüllt. Die einfachste Form sind kugelförmige Gefäße, die an einer Seite mit einer Öse versehen und an der anderen Seite früher einfach und heute kreuzförmig geschlitzt sind. In dieser Gestalt unterscheiden sich die Tanzschellen nicht von größeren Schellen mit nur einer Eisenkugel im Innern, die Kühen und anderen Nutztieren in Indien um den Hals gebunden werden. An jeden Knöchel binden sich die Tänzer einen Strang von typischerweise 30, 50 oder 100 Schellen, deren Durchmesser etwa 1,5 bis 2,5 Zentimeter beträgt. Die Schellen sind häufig an einer dicken Baumwollkordel in gleichen Abständen angeknotet. Fußschellen werden außer bei Tänzen auch bei manchen Schauspielen verwendet, sie können bei devotionalen Gesängen (kirtan) dem Vorsänger zeremoniell angelegt werden und sie werden etwa beim tamilischen Erntedankfest Pongal auch Kühen an den Füßen umgebunden.
Von besonderer Bedeutung sind ghungru beim klassischen Tanzstil Kathak in Nordindien und Pakistan, der von Frauen und Männern solistisch getanzt wird. Neben sehr präzise ausgeführten Gesten und Körperdrehungen ist die rhythmische Beinarbeit mit umgebundenen Schellen für den Kathak charakteristisch. Frauen tragen beim Kathak üblicherweise 101 Schellen und männliche Tänzer 151 Schellen, die sie an Schnüren an den Knöcheln umgebunden haben. Manche Schritte sollen so ausgeführt werden, dass nur eine Schelle erklingt. Entsprechend sorgfältig werden die Schellen nach ihrer Tonhöhe ausgewählt. Das Begleitensemble entspricht mit dem Kesseltrommelpaar tabla (seltener der Doppelkonustrommel pakhawaj) und den Zimbeln manjira dem Tanzrhythmus, Melodieinstrumente wie die Streichlaute sarangi, ein Harmonium oder eine Flöte bansuri sind sekundär. Neben einer Huldigungszeremonie, die für ein gutes Gelingen der Kathak-Darbietung sorgen soll, segnet der Tänzer vor Beginn seine Fußschellen.

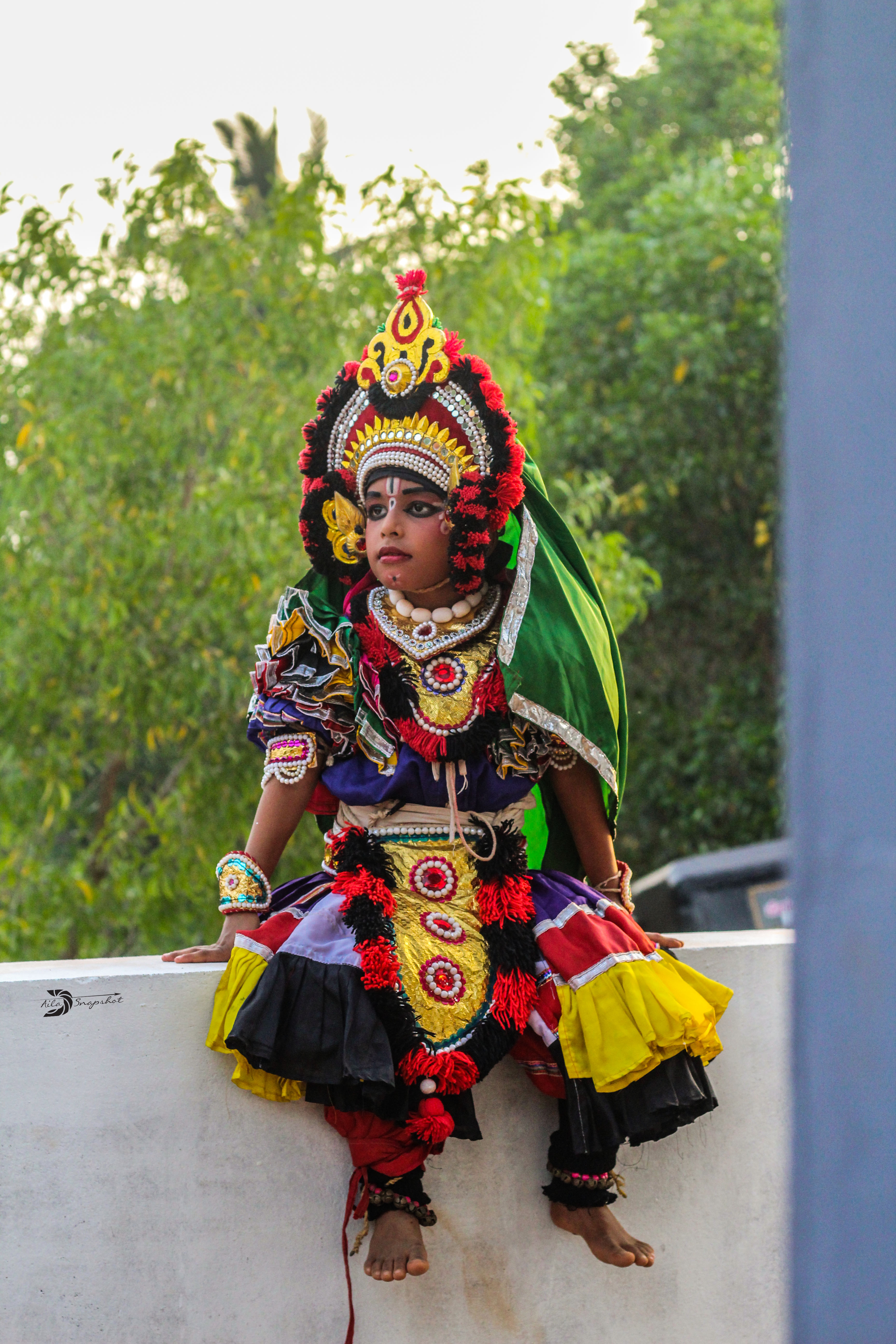
Kindlicher Yakshagana-Darsteller mit einer einfachen ghungru-Schnur

Eine solche Weihung der Fußschellen gehört zu den meisten indischen Tänzen, auch zur Tradition des südindischen Bharatanatyam, bei dem sie gejjaipuja genannt wird (puja ist das alltägliche Verehrungsritual für einen Gott). Professionelle Tänzerinnen halten die Fußschellen als Erkennungszeichen ihres Berufsstandes in Ehren. Hat eine angehende Tänzerin ihre Fußschellen in einer Initiationszeremonie erhalten, so kann sie nach der Tradition ihren Beruf nicht mehr aufgeben.
Der heutige Bharatanatyam hat sich aus einem alten südindischen Tempeltanz entwickelt, der von Devadasis (Tempeltänzerinnen, wörtlich „Gottes-Dienerinnen“) gepflegt wurde. War ein junges Mädchen für diese Rolle bestimmt, wurde es in einer „Hochzeitszeremonie“ mit der Tempelgottheit „vermählt“ und zu einer nityasumangali, einer „auf ewig glückverheißenden Frau“, das bedeutete, einer Jungfrau, die keinen Mann heiraten konnte. Die Initiation zur Devadasi bestand aus sechs Zeremonien: der „Hochzeit“ (kalyanam), Weihung (muttirai), dem zeremoniellen ersten Tanzunterricht, der Weihung der Fußschellen (gejjaipuja), dem ersten Auftritt als Tänzerin nach der Ausbildung (arangetram) und der Auswahl eines Patrons. Alle sechs Zeremonien sollten vor oder kurz nach der ersten Menstruation abgeschlossen sein. Die gejjaipuja stand am Ende der ersten Unterrichtseinheit, bei der der erste Tanz des Bharatanatyam (alarippu) erlernt wird, oder am Ende des gesamten Tanzunterrichts. Dann durfte die Tänzerin das erste Mal die Tanzschellen anlegen.
Aus der Tradition der Devadasis, wie sie durch populäre indische Filme dargestellt wurde, erlangten Fußschellen auch den Ruf als typischer Schmuck von Kurtisanen, so etwa in Umrao Jaan (Regie: J. P. Dutta, 2006), Pakeezah (Regie: Kamal Amrohi, 1972) und Mughal-e-Azam (Regie: Karimuddin Asif, 1960).
Die im Tanztheaterstil Yakshagana in Karnataka getragenen Fußschellen gejje genießen ebenfalls eine religiöse Verehrung und werden von den Darstellern erst nach einer kurzen Gebetsformel vor Beginn der Vorstellung angelegt. Beim ostindischen Tanzdrama Purulia Chhau, der für seine akrobatischen Kampfszenen bekannt ist, agieren die Darsteller mit Masken, weiten Gewändern und Fußschellen ghunghur, begleitet von der großen Kesseltrommel dhamsa, der großen Fasstrommel dhol, Klappern kartal und der schrill klingenden Kegeloboe shehnai. Um Tanzbewegungen anzudeuten schütteln die Vorführer in Kerala beim Schattenspiel Tholpavakuthu ihre Figuren zusammen mit in der Hand gehaltenen Schellen salangai.
In Rajasthan werden ghungru auch zur Begleitung epischer Gesänge eingesetzt. Ein Sänger trägt Geschichten aus dem Epos Pabuji rathaur vor, das nach dem Helden Pabuji aus dem 14. Jahrhundert benannt ist, und illustriert diese mit großen aufgespannten Rollbildern (phad, parh) aus Stoff. Diese Erzähltradition der Kaste der Nayak ist mit den Bildrollen der Patua in Westbengalen vergleichbar. Der Erzähler begleitet sich auf der Spießgeige ravanahattha und stampft mit ghungru an seinen Füßen den Rhythmus. Am Bogen seines Streichinstruments sind ebenfalls ghungru befestigt. Seine Frau singt mit und tanzt gelegentlich, ansonsten hält sie eine Öllampe, um die Szene der aktuell vorgetragenen Episode auf den Rollbildern zu beleuchten. Der Erzähler ist ein Heilungspriester (bhopa), der sich auch mit der Anrufung von Geistern (Bhuta) beschäftigt. Eine zur Gänze aufgeführte Pabuji-Erzählung kann sich über 12 Stunden erstrecken. Manchmal sind in Rajasthan ghungru auch am Streichbogen einer in der Volksmusik gespielten Sindhi sarangi befestigt. Schellen können außer an Saiteninstrumenten auch an Trommeln befestigt sein oder von Trommelspielern am Handgelenk getragen werden.
Die Mirasi in Pakistan, Iran und im indischen Punjab sind eine sozial niedrigstehende Gemeinschaft von Berufsmusikern, die ihren Lebensunterhalt mit Tanz, Gesang und Instrumentalmusik bei Geburten, Beschneidungen, Hochzeiten und anderen Familienfeiern verdienen. Die tanzenden Frauen schlagen selbst die Fasstrommel dhol, während die Männer sie mit verschiedenen Trommeln (dholak, dhol, duff), Schellen ghungru, Klappern chapri, außerdem mit der Streichlaute sarinda, der Zupflaute rubab und der Kegeloboe shehnai begleiten.
Ghungru vadan (ghunghroo vadan, „Fußschellen-Musik“) ist ein von der Kathak-Tänzerin Anuradha Singh eingeführter Aufführungsstil, bei dem sie zur Begleitung eines Musikensembles auf der Bühne im Stehen mit Fußschellen einen Rhythmus produziert.

### Fußringe

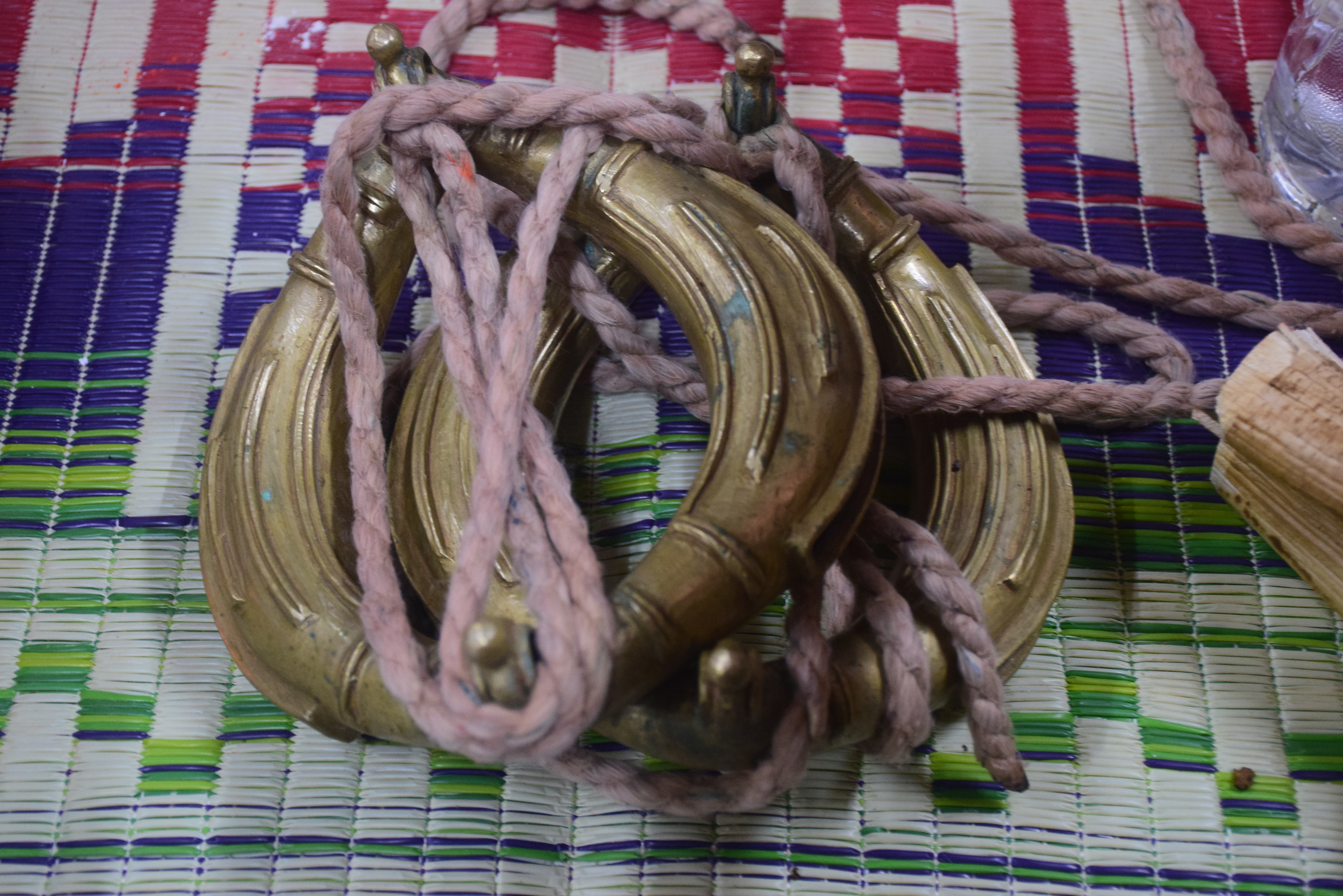
Fußringe gaggara in Tulu Nadu

Bei Volkstänzen werden häufig die mit Rasselkörpern gefüllten Fußringe verwendet. Nupur, einer der nordindischen Namen für Fußrasseln mit runden Schellen, bezeichnet auch hohle Metallringe und auf die Finger gesteckte Rasselringe. Die Bauls in Bengalen tragen bei ihren Tänzen ghungru (Fußschellen) oder nupur (Rasselringe an den Füßen). Ein Bündel ghungru (kugelförmige Schellen), zwischen den Händen gewendet, kann außerdem bei den Liedern der Bauls neben kartal (Klappern) und manjira (Zimbeln) den Takt markieren.
Die Metallringe, genannt Tamil silambu (silampu, cilampu) in Tamil Nadu, in Kerala chilambu und Tulu gaggara in der Region Tulu Nadu im Südwesten von Karnataka, werden für regionale Tänze und Ritualtheater verwendet, darunter für Teyyam in Kerala und Bhuta kola in Tulu Nadu. Die schweren aus Bronze gegossenen oder aus leichterem Silberblech gefertigten silambu werden in Tamil auch kalchilambu („an den Beinen getragene silambu“) genannt.
Den bei den Bhuta-Ritualen verwendeten Fußringen gaggara wird nicht nur eine religiöse Verehrung wie bei den Fußschellen zuteil, sie haben außerdem eine spezifische rituelle Funktion, indem sie den Zustand der Besessenheit der Tänzer von der Gottheit anzeigen.

## Weitere Schellen

### Danda
In Pakistan und Nordindien wird bei manchen Tänzen neben den Fußschellen ghungru als weiteres Idiophon der kurze Stab aus Holz oder Bambus danda verwendet, an dessen Ende manchmal dieselben Schellen (ghungru) befestigt sind. Die Stäbe sind an der Oberfläche unbehandelt oder bemalt und werden vor allem zur rhythmischen Akzentuierung gegeneinander geschlagen. Weitere Namen, die alle „Stab“ bedeuten, sind in Nordindien dandia (dandiya), dandi und car, in Pakistan dando. In Südindien sind unterschiedlich lange Tanzstäbe ohne Schellen als kolu, karra und katta bekannt.
In Gujarat werden farbig lackierte Holzstäbe ohne Schellen dandiya beim Volkstanz Dandiya Raas verwendet. Der Dandiya Raas ist ein hauptsächlich von Männern beim hinduistischen Jahresfest Navratri aufgeführter Kreistanz. Etwas längere Stöcke halten die Tänzer in Rajasthan beim Kreistanz Dandiya Gair während des Frühlingsfests Holi in den Händen, während sie mit Fußschellen für den Rhythmus sorgen. Zum ausschließlich perkussiven Begleitensemble gehören nagara (Trommeln), manjira, thali (Blechteller) und kartal (Klappern).
Adivasi in Bihar verwenden bei Volkstänzen einen in einer Hand gehaltenen Stock danda mit Schellen. Ebenfalls mit Schellen besetzt sind die dando im nordwestindischen Bundesstaat Sindh und in Pakistan. Beim 60 bis 75 Zentimeter langen pakistanischen dando sind Schellen mit einer durch ein Loch am oberen Ende gezogenen Schnur festgebunden. Typischerweise wird der dando als Perkussionsinstrument zusammen mit der Klapper kartal und der einsaitigen Spießgeige yaktaro gespielt.

### Ghungru tarang
Ghungru tarang (mit tarang, „Wellen“, gemeint „Melodie“), auch ghunguru, ist ein Melodieinstrument aus einer Reihe von Schellen unterschiedlicher Tonhöhe, die durch Anschlagen mit den Fingern gespielt werden. Die Wortbildung dieses sehr seltenen, rhythmisch und melodisch verwendbaren Instruments erfolgt analog zu jaltarang (gestimmte Porzellanschüsseln), tabla tarang (Kreis mit mehreren tabla) und loh tarang (Set von unterschiedlich gestimmten runden Metallplatten in einem Gestell). Einer Beschreibung von 1952 zufolge sind mehrere Schnüre senkrecht parallel in einem ungefähr quadratischen Holzrahmen gespannt und die Schellen an unterschiedlichen Stellen an den Schnüren festgebunden. Die Schellen werden mit den Fingern angeschlagen, Das ghungru tarang wurde oder wird in Darbhanga und einigen anderen Orten in Nordindien verwendet.